# Clavipalpus ursinus
Clavipalpus ursinus är en skalbaggsart som beskrevs av Blanchard 1850. Clavipalpus ursinus ingår i släktet Clavipalpus och familjen Melolonthidae. Inga underarter finns listade i Catalogue of Life.